# Sociedad Antropológica Española
La Sociedad Antropológica Española fue una sociedad científica fundada en España en 1865 por Pedro González de Velasco en pleno debate darwinista, influida por la Société d'Anthropologie de Paris, que apareció seis años antes.
Sus miembros mantuvieron posturas dispares en lo relacionado con la teoría evolucionista, aunque se la considera una vía de introducción de esta en España. Desde 1874 fue editora de la Revista de Antropología. Desapareció en 1883. Entre sus miembros, además de González de Velasco, se encontraron nombres como los del oftalmólogo Francisco Delgado Jugo, el químico Ramón Torres Muñoz de Luna, el naturalista Sandalio de Pereda, el médico Matías Nieto Serrano, Juan Vilanova y Piera, Manuel María Galdo o Rafael Ariza.